# 拉德尼采

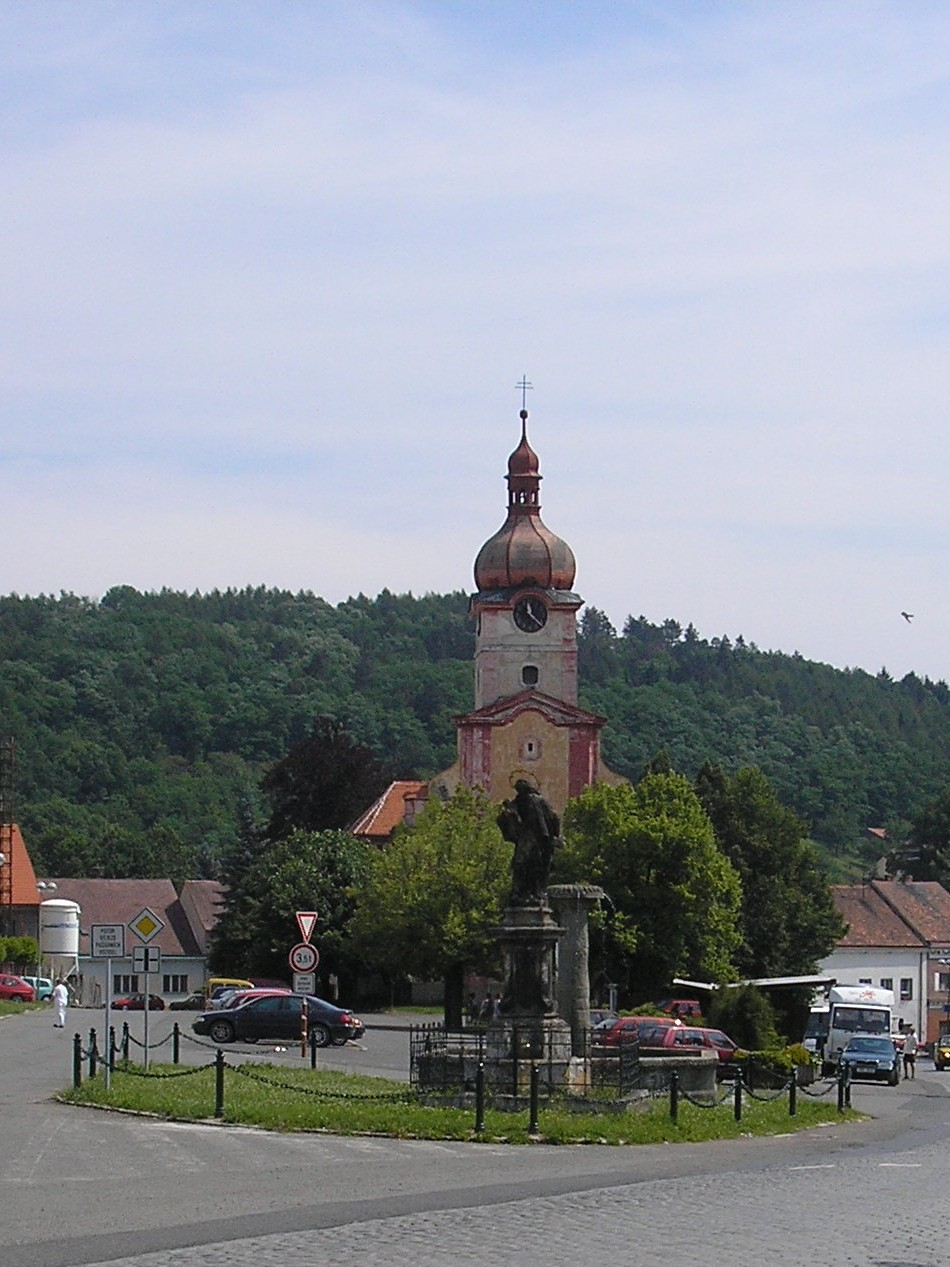

拉德尼采是捷克的城鎮，位於該國西部，距離首府皮爾森20公里，由比爾森州負責管轄，面積10.64平方公里，海拔高度382米，該鎮附近有已廢棄的煤礦，2006年人口1,781。